# Лимонний сік

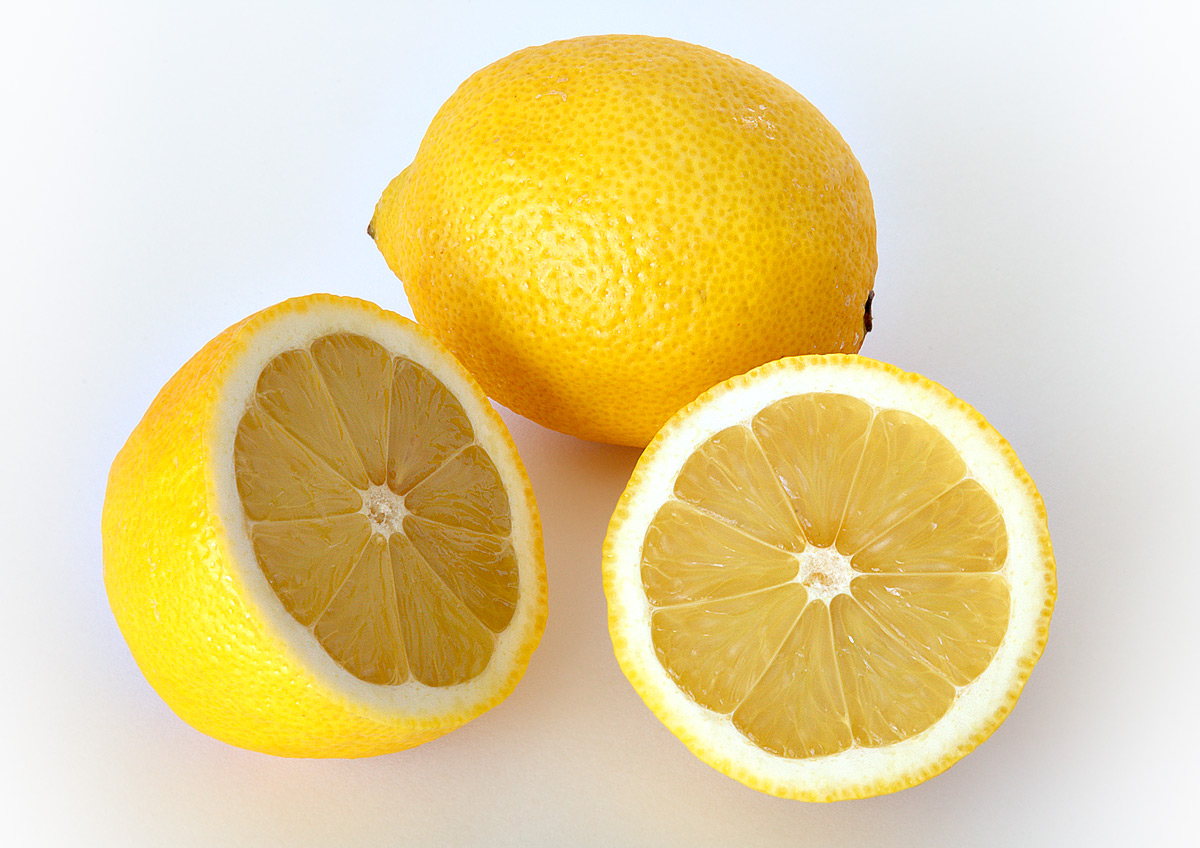
Плоди лимона

Лимонний сік є головною складовою лимонаду — кислуватого, підсолодженого цукром напою, який завдяки своїй освіжаючій дії має широке застосування. Часто, особливо при приготуванні лимонаду заводським шляхом, лимонний сік замінюється лимонною кислотою. Звичайний натуральний лимонад готується таким чином: свіжий лимонний сік розтирають з дрібно потовченим цукром, і отриманий сироп розбавляють водою. Шипучий (газований) лимонад є водним розчином цукру, лимонного соку або лимонної кислоти, насиченої вуглекислим газом. Іноді додають для смаку різні есенції – лимонну, помаранчеву. Сухий лимонад виходить випарюванням насухо лимонного соку з цукром і розтиранням отриманої маси тонкий порошок. Для вживання такий порошок легко розчиняють у воді. Якщо частина води (не більше половини) при приготуванні лимонаду замінюється вином, виходить винний лимонад; такий лимонад вживають як збуджуючий та зміцнюючий засіб при важких захворюваннях. Завдяки кислотам, що укладаються в лимонаді, він освіжає і вгамовує спрагу; в шипучих лимонадах важливу роль відіграє вуглекислий газ, що міститься в них; останній виробляє посилене виділення шлункового соку, підвищуючи його кислотність, покращує апетит.
Чиста лимонна кислота, а частіше у вигляді свіжого лимонного соку, призначалася внутрішньо при цингу. Лихоманним хворим лимонна кислота наказувалася як втамовує спрагу питво у вигляді лимонаду, шипучих порошків і так далі. У разі отруєння лугами (содою, поташом) лимонну кислоту використовували як протиотруту. Лимоннокисле залізо та лимоннокислий хінін вживали як гіркі засоби та як препарати заліза.
Лимонний сік та лимонне масло (лат. Oleum Citri), отримане зі свіжої шкірки, застосовують для покращення смаку та запаху ліків. Були спроби використовувати лимонний сік для лікування сечокислого діатезу та набряків; настоянку лимонної кірки або цедри - як гірко-пряний шлунковий засіб, що підвищує апетит, седативний та протиблювотний. Синтетичний цитраль застосовують при гіпертонії та в офтальмології.